# Ondřej Karafiát
Ondřej Karafiát (* 1. Dezember 1994 in Prag) ist ein tschechischer Fußballspieler. Er steht als Innenverteidiger in Deutschland beim 1. FC Nürnberg unter Vertrag.

## Karriere

### Verein
Karafiat begann das Fußballspielen bei ABC Braník, seinem Prager Stadtteilverein. Seine Jugend verbrachte er bis 2012 bei weiteren Vereinen in der tschechischen Hauptstadt, den Bohemians Prag sowie bei Sparta Prag. Zur Saison 2012/13 rückte er in die B-Mannschaft von Sparta Prag vor, konnte sich allerdings nicht nachhaltig in der 1. Mannschaft durchsetzen. Mit 20 Jahren wechselte er deshalb leihweise innerhalb Tschechiens zu Viktoria Zivkov, und anschließend für ein halbes Jahr zu Dynamo Budweis. 2016 wechselte er schließlich fest zu Slovan Liberec, wo er vier Jahre lang als Stammspieler zum Einsatz kam. 2020 folgte dann der Wechsel zurück nach Prag – allerdings nicht zu seinem Heimatverein Sparta, sondern zu Slavia Prag. Dort konnte er sich jedoch nicht durchsetzen und wurde deshalb für ein halbes Jahr zurück zu Slovan Liberec verliehen. Ohne viel dazu beigetragen zu haben, wurde er in der Saison 2020/21 – weil offiziell dort unter Vertrag stehend – mit Slavia Prag tschechischer Meister. Im Sommer 2021 wurde er wiederum zu Mladá Bodeslav verliehen, wo er erfolgreiche eineinhalb Jahre verbrachte. Kurz nach seiner Rückkehr nach Prag wechselte er in der Wintertransferphase 2022/23 fest zu Mlada Boleslav. Im Sommer 2024 absolvierte er zunächst ein einwöchiges Probetraining beim 1. FC Nürnberg und wurde vom deutschen Zweitligisten anschließend fest verpflichtet.

### Nationalmannschaft
Von der U16 bis zur U19 lief Karafiat für Juniorennationalmannschaften seines Heimatlandes auf.